# Ньятуру
Ньяту́ру (туру, ваньятуру; також самоназви — рімі, арімі) — народ групи банту в Танзанії на півночі центру країни (край Уньятуру/Урімі).

## Територія розселення, чисельність, мова і релігія
Ньятуру проживають у центральній частині Танзанії, на північ від залізниці Дар-ес-Салам—Табора (регіон Сингіда).
Згідно з даними на 2016 рік представників народу ньятуру — 892 тисячі осіб. До складу ньятуру входять 3 племені: айрвана/вілвана (Airwana/Wilwana), і це майже половина всього народу (включаючи населення міста Сингіди); вахі (Vahi/Wahi), і маленька група аньїнґаньї (Anyiŋanyi/Wanying'anyi). Кожне плем'я відповідно поділяється на декілька кланів.
Ньятуру розмовляють мовою кіньятуру, що належить до мов банту; також поширена суахілі. Кіньятуру має писемність на основі латинки.
За релігією переважно мусульмани-суніти, частина дотримується традиційних вірувань.

## Історія, суспільство, економіка і культура
Люди ньятуру своє походження приписують напівміфічному пращуру Муньятуру/Мурімі, звідси назва народу. 
Вважається, що ньятуру походять чи принаймні дуже пов'язані з кушитами і належать до найдавнішого населення в районах свого проживання.

«Люди у дереві», збірка усної прози ньятуру Л. Коль-Ларсена (1978)

Інститут вождів у ньятуру був відсутній, вождів призначати почали лише за німецької колоніальної влади (на самому початку ХХ століття). Характерними були генеалогії локальних родових груп (до 12 поколінь). Причому деякі генеалогії пов'язані з датога (татуру).
Велика родина витісняється малою, втім нормативної моногамії не існувало.
Основу традиційної економіки складало ручне землеробство (маїс, просо, бобові, із товарних культур — тютюн) та розведення великої і дрібної рогатої худоби (володіння худобою відіграє роль для авторитету й престижу власників у суспільстві).
Житло людей ньятуру — прямокутне, з дерева чи глини, складається з кімнати і сіней. Садиба в залежності від складу родини може включати декілька житлових будівель, обов'язково має обору, огороджену тином-частоколом.
Харчуються ньятуру традиційно кашами, також м'ясом і молоком.
Фольклор, а саме міфологічні казки ньятуру записав і видав німецький антрополог і фольклорист Людвіг Коль-Ларсен.